# Velocità critica flessionale
La velocità critica flessionale è per definizione la velocità angolare applicata ad un rotore tale che la sua deformazione, di tipo esclusivamente flessionale, sia massima. È importante sottolineare che è di uso comune definire erroneamente la velocità critica flessionale come la velocità di funzionamento di un rotore che comporti la rottura di esso; infatti la rottura del rotore può al più essere una conseguenza della deformazione massima qualora essa superi la resistenza elastica offerta dal materiale di cui è costituito il macchinario.
Per poter fornire una pratico esempio si può considerare il rotore di Jeffcott.

## Rotore di Jeffcott
Il rotore di Jeffcott è un rotore costituito da un'asta di materiale deformabile, nella cui mezzeria è calettato un disco sottile rigido e sbilanciato.
Una coppia di cuscinetti, vincolati rigidamente ad un basamento o ad un telaio, garantisce che l'unico moto relativo del rotore sia un moto rotatorio attorno al suo asse di rotazione.
Ponendo il disco sottile in mezzeria, semplifichiamo notevolmente l'equazione del moto di tutti i punti del disco: infatti, in questa specifica posizione, anche in presenza di una considerevole deformazione dell'asta, il disco rimarrà sempre parallelo a sé stesso, e quindi si muoverà di moto piano.
La scelta di un disco sottile non è casuale: essendo per la sua geometria caratteristica la dimensione assiale molto minore di quella radiale, possiamo trascurarne il momento meccanico risultante in quanto avremo una coppia di forze dal braccio trascurabile.
In generale, si approssima un disco sottile sbilanciato esclusivamente in maniera statica (ossia che ruota attorno ad un asse che è principale d'inerzia non baricentrico).
Le ultime ipotesi sul rotore di Jeffcott riguardano il materiale del disco.
La prima è che la massa distribuita dell'asta sia trascurabile rispetto alla massa del disco; in questo modo, per il Teorema del moto del Baricentro, consideriamo la massa {\displaystyle m} del sistema concentrata nel baricentro stesso, in modo da semplificare lo studio senza introdurre eccessivi errori di approssimazione.
Infine supponiamo che la rigidezza {\displaystyle K} dell'asta sia costante in tutte le direzioni.

## Deformazione sperimentale del rotore
Per la sua geometria, il rotore presenterà il seguente fenomeno sperimentale:
- Essendo il disco sbilanciato staticamente su di esso agirà una forza centrifuga che porterà alla deformazione del rotore (in quanto porterà ad un allontanamento della massa del disco dall'asse di rotazione).
  - All'aumentare della velocità angolare {\displaystyle {\omega }} la deformazione aumenterà in modo  quadratico (la forza centrifuga aumenta al quadrato con la velocità angolare, e la deformazione, in prima approssimazione, varia linearmente con la forza centrifuga).
  - Superata una velocità {\displaystyle {\omega }^{*}} notiamo che la deformazione inizierà a decrescere all'aumentare di {\displaystyle {\omega }}.

È lecito quindi aspettarsi che in corrispondenza di {\displaystyle {\omega }^{*}} la deformazione presenti un valore massimo e quindi, tenendo presente la definizione, {\displaystyle {\omega }^{*}} coinciderà con la velocità critica flessionale.

### Studio della deformazione
La deformazione del rotore di Jeffcott avviene dato che è presente una forza d'inerzia che non viene bilanciata. L'unica forza d'inerzia che agisce sul rotore è la forza centrifuga che agisce sul baricentro su cui è concentrata la massa del sistema.
La forza centrifuga è data da:
{\displaystyle F_{cf}={m}{\omega ^{2}}{e}}
dove:
- {\displaystyle {\omega }} è la velocità angolare del rotore.
- {\displaystyle e} è la distanza tra baricentro e centro del disco e viene chiamata eccentricità.
- {\displaystyle m} è la massa del sistema concentrata in G (baricentro)

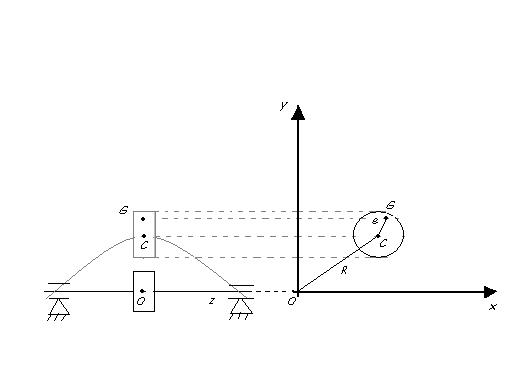
Riferimento cartesiano applicato al rotore

Dato che il disco è rigido, per poter studiare la deformazione dell'asta del rotore, basterà conoscere la posizione del suo centro (che chiameremo {\displaystyle C}) e della posizione relativa del baricentro {\displaystyle G} rispetto a {\displaystyle C}, in ogni istante di tempo {\displaystyle t}.
Occorrerà quindi introdurre un adeguato sistema di riferimento cartesiano:
- Il nostro asse di rotazione coincide con l'asse {\displaystyle z}.
- L'origine {\displaystyle O} del nostro sistema di riferimento coincide con il centro del disco a rotore fermo.
- Il piano {\displaystyle xy} è perpendicolare ovviamente all'asse di rotazione.

Per il Principio di D'Alembert avremo:
{\displaystyle {\begin{cases}-mx_{G}^{''}-{\sigma }x_{C}^{'}-Kx_{C}=0&\\-my_{G}^{''}-{\sigma }y_{C}^{'}-Ky_{C}=0\end{cases}}}
dove:
- {\displaystyle -mx_{G}^{''}} è la risultante delle forze d'inerzia che agiscono sul rotore.
- {\displaystyle -{\sigma }x_{C}^{'}} è la forza di resistenza viscosa {\displaystyle R_{\sigma }}.
- {\displaystyle -Kx_{C}} è la forza di richiamo elastico {\displaystyle R_{k}}.

con tutte e tre le forze proiettate prima sull'asse x e poi sull'asse y.
Abbiamo ottenuto così un sistema di due equazioni differenziali lineari, del secondo ordine, a coefficienti costanti e omogenee; inoltre è un sistema di due equazioni in quattro incognite.
Possiamo però scrivere l'equazione che lega il moto del punto {\displaystyle G} ({\displaystyle x_{G}} ; {\displaystyle y_{G}}) al moto del punto {\displaystyle C} ({\displaystyle x_{C}} ; {\displaystyle y_{C}}). Il baricentro G rispetto al centro del disco C si muoverà di moto circolare uniforme, a velocità angolare pari ad ω; dunque il suo spostamento sarà {\displaystyle e{\omega }t}.
Proiettando sugli assi otterremo:
{\displaystyle {\begin{cases}x_{G}=x_{C}+e\cos {{\omega }t}&\\y_{G}=y_{C}+e\sin {{\omega }t}\end{cases}}}
Da cui derivando due volte:
{\displaystyle {\begin{cases}x_{G}^{''}=x_{C}^{''}-e{\omega }^{2}\cos {{\omega }t}&\\y_{G}^{''}=y_{C}^{''}-e{\omega }^{2}\sin {{\omega }t}\end{cases}}}
Sostituendo nel nostro sistema di partenza i valori ottenuti:
{\displaystyle {\begin{cases}mx_{C}^{''}+{\sigma }x_{C}^{'}+kx_{C}=me{\omega }^{2}\cos {{\omega }t}&\\my_{C}^{''}+{\sigma }y_{C}^{'}+ky_{C}=me{\omega }^{2}\sin {{\omega }t}\end{cases}}}
Abbiamo quindi ottenuto un nuovo sistema di due equazioni in due incognite, disaccoppiate; ciò vuol dire che possiamo risolverle separatamente.
Ciascuna equazione è riconducibile all'equazione di un sistema vibrante forzato non conservativo eccitato da una forzante di ampiezza {\displaystyle me{\omega }^{2}} e pulsazione {\displaystyle {\omega }}.
In generale l'equazione del moto di un sistema vibrante forzato non conservativo è data da:
{\displaystyle x_{f}(t)={F_{0} \over K}{1 \over {\sqrt {(1-{{\omega }^{2} \over {{\omega }_{n}}^{2}})^{2}+({2{\sigma }{\omega } \over {\sigma }_{cr}{\omega }_{n}})^{2}}}}\cos {({\omega }t-{\phi })}=x_{st}A\cos {({\omega }t-{\phi })}}
dove:
- {\displaystyle x_{st}} è lo spostamento che subirebbe la massa di un sistema vibrante se fosse eccitata da una forzante statica.
- {\displaystyle A} è il coefficiente di amplificazione.
- {\displaystyle {\omega }_{n}} è la pulsazione naturale.
- {\displaystyle {\sigma }_{cr}} è lo smorzamento critico.
- {\displaystyle {\phi }} è il ritardo di fase del moto della massa rispetto alla forzante armonica.

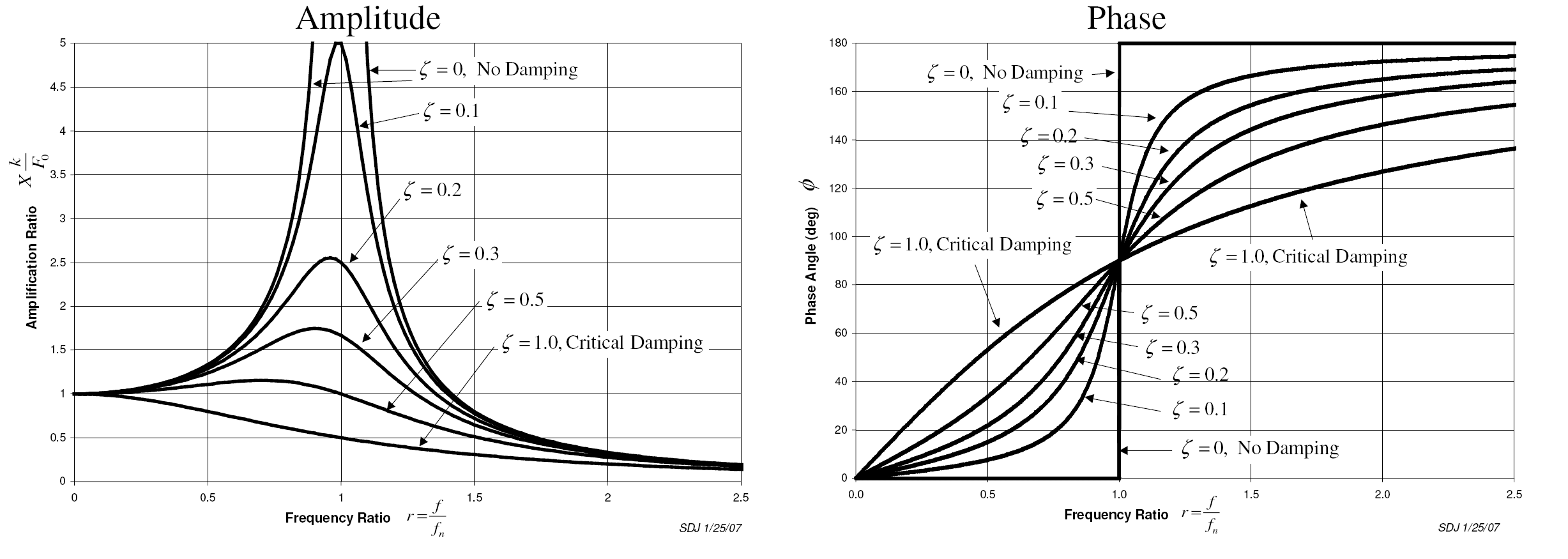
Questi grafici rappresentano la variazione rispettivamente di A e di un sistema vibrante forzato non conservativo,in funzione della velocità angolare, e parametrizzate rispetto allo smorzamento

Applicando questo risultato al nostro sistema avremo:
{\displaystyle {\begin{cases}x_{C}(t)=x_{st}A_{x}\cos {({\omega }t-{\phi })}&\\y_{C}(t)=y_{st}A_{y}\sin {({\omega }t-{\phi })}\end{cases}}}
Ricordando che:
{\displaystyle {\omega }_{n}={\sqrt {K \over m}};\ {\sigma }_{cr}=2{\sqrt {Km}};\ x_{st}={me{\omega }^{2} \over K}}
possiamo dedurre che {\displaystyle {\omega }_{nx}={\omega }_{ny}} e {\displaystyle {\sigma }_{crx}={\sigma }_{cry}}, dato che per ipotesi la rigidezza {\displaystyle K} è uguale in tutte le direzioni.
In definitiva quindi varrà il seguente sistema:
{\displaystyle {\begin{cases}x_{C}(t)=R\cos {({\omega }t-{\phi })}&\\y_{C}(t)=R\sin {({\omega }t-{\phi })}\end{cases}}}
con:
{\displaystyle R=x_{st}A={me{\omega }^{2} \over K}{1 \over {\sqrt {(1-{{\omega }^{2} \over {{\omega }_{n}}^{2}})^{2}+({2{\sigma }{\omega } \over {\sigma }_{cr}{\omega }_{n}})^{2}}}}={e{\omega }^{2} \over {{\omega }_{n}}^{2}}{1 \over {\sqrt {(1-{{\omega }^{2} \over {{\omega }_{n}}^{2}})^{2}+({2{\sigma }{\omega } \over {\sigma }_{cr}{\omega }_{n}})^{2}}}}}
Ossia il nostro disco si muoverà di moto circolare uniforme, a velocità {\displaystyle {\omega }} e raggio {\displaystyle R} ; su questo parametro si dovrà accentrare l'attenzione in quanto esprime la deformazione dell'albero del rotore. Esso infatti è proprio la distanza che si pone tra il centro del disco e l'asse di rotazione del rotore, che abbiamo supposto coincida con l'origine del nostro riferimento cartesiano.
Un'ulteriore considerazione la si può fare sulla posizione relativa tra {\displaystyle O}, {\displaystyle C} e {\displaystyle G}: muovendosi sia il centro del disco {\displaystyle C} che il baricentro {\displaystyle G} di moto circolare uniforme, notiamo che a velocità angolare {\displaystyle {\omega }} costante la loro posizione relativa resta invariata. Questo accade perché, tenendo presente il nostro sistema, notiamo che l'angolo sotteso tra il segmento {\displaystyle OC} e l'asse {\displaystyle x} è uguale ad {\displaystyle ({\omega }t-{\phi })}, e quindi l'angolo tra le due rette, passante una per {\displaystyle CG} e una per {\displaystyle OC}, sarà proprio uguale a {\displaystyle {\phi }}. Come illustrato nel grafico precedente, la fase {\displaystyle {\phi }} varia al variare di {\displaystyle {\omega }}, quindi a velocità angolare costante l'angolo tra le due rette resta invariato.

#### Andamento grafico di R
Come possiamo notare dall'equazione precedente, {\displaystyle R} dipende da {\displaystyle {{\omega } \over {\omega }_{n}}} e da {\displaystyle {{\sigma } \over {\sigma }_{cr}}}, con {\displaystyle {\omega }_{n}} e {\displaystyle {\sigma }_{cr}} costanti. Per poter tracciare un grafico di {\displaystyle |R|} occorre parametrizzare la nostra equazione fissando un determinato valore di {\displaystyle {{\sigma } \over {\sigma }_{cr}}}, e vedere come varia in funzione di {\displaystyle {{\omega } \over {\omega }_{n}}}.
Possiamo trarre le seguenti conclusioni:
- Tutte le curve partono dall'origine, infatti per {\displaystyle {\omega }=0} ⇒ {\displaystyle R=0}. Questo risultato non dovrebbe sorprenderci in quanto a rotore fermo la deformazione è nulla.
- Tutte le curve inoltre tendono ad {\displaystyle e} (eccentricità), dato che:

{\displaystyle \lim _{{{\omega } \over {\omega }_{n}}\to +\infty }R=e}
Questo risultato da un ulteriore dimostrazione analitica che qualora il disco calettato sull'albero del rotore fosse bilanciato (ossia il baricentro si trova nel centro esatto del disco), il rotore non subirà alcuna deformazione.
- Per {\displaystyle {{\sigma } \over {\sigma }_{cr}}=0} (ossia smorzamento nullo) la nostra curva per {\displaystyle 0{<}{\omega }{<}{\omega }_{n}} sarà strettamente crescente. In particolare per {\displaystyle {\omega }={\omega }_{n}} avremo un asintoto verticale, ossia la deformazione sarà infinitamente grande (fenomeno di risonanza). Per {\displaystyle {\omega }{>}{\omega }_{n}} la nostra funzione sarà strettamente decrescente e tenderà, al crescere della velocità all'infinito, al valore dell'eccentricità {\displaystyle e}.
- Per {\displaystyle {{\sigma } \over {\sigma }_{cr}}{>}0} la funzione non presenterà più un asintoto, ma in corrispondenza di {\displaystyle {\omega }={{\omega }_{n}}{1 \over {\sqrt {1-2({{\sigma } \over {{\sigma }_{cr}}})^{2}}}}} avremo un punto di massimo relativo. Al crescere di {\displaystyle {{\sigma } \over {\sigma }_{cr}}} le presenteranno valori minori di deformazione, il che non contraddice le nostre aspettative in quanto se maggiore sarà la resistenza viscosa, altrettanto maggiore dovrà essere la forza centrifuga per poter vincere la forza di richiamo elastico.
- Infine per {\displaystyle {{\sigma } \over {\sigma }_{cr}}{>}0.707} la deformazione non presenterà alcun valore di massimo relativo ma tenderà ad {\displaystyle e} in maniera strettamente crescente.

### Conclusioni

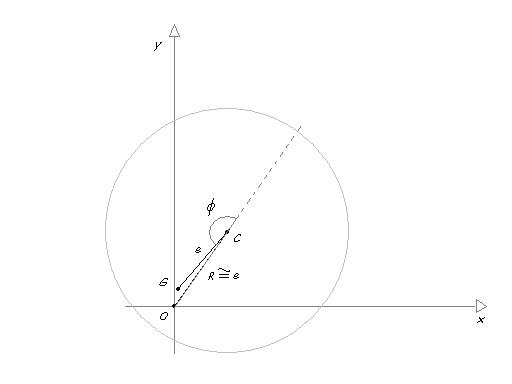
Questo grafico esprime la posizione relativa tra baricentro, centro del disco e asse di rotazione, quando

Possiamo in conclusione affermare che una buona stima della velocità critica flessionale è la velocità di pulsazione naturale
{\displaystyle {\omega }_{n}={\sqrt {K \over m}}}.
ed è un risultato importantissimo perché, essendo {\displaystyle {\omega }_{n}} dipendente solo dalla rigidezza del materiale e dalla sua massa, possiamo già in fase di progetto prevenire la deformazione massima del rotore, definendone così le velocità di funzionamento sicure e le percentuali di rischio di rottura del rotore.
Un'ultima osservazione riguarda il fenomeno di attenuazione della deformazione del rotore al crescere indefinito della velocità angolare. Difatti per {\displaystyle {\omega }{>}{>}{\omega }_{n}} ricordiamo dal grafico del ritardo di fase che {\displaystyle {\phi }\to \pi }; inoltre sappiamo che sempre per {\displaystyle {\omega }{>}{>}{\omega }_{n}}, la deformazione {\displaystyle R\to e}. Come osserviamo nel grafico sulla destra la posizione del baricentro {\displaystyle G} ruoterà in una posizione molto prossima all'asse di rotazione {\displaystyle O} , facendo sì che il rotore ruoti in modo bilanciato.
Quest'ultimo risultato è ulteriormente spiegato dal fatto che quando la velocità del rotore supera la pulsazione naturale {\displaystyle {\omega }_{n}} , il moto circolare del disco, mosso da un'accelerazione centrifuga, è in opposizione di fase con la forza d'inerzia, che da centrifuga è diventata centripeta.

## Approfondimenti
- Meccanica applicata
- Vibrazione